# كريستيان سواريز
كريستيان سواريز (2 نوفمبر 1985 بغواياكيل في الإكوادور - ) هو لاعب كرة قدم إكوادوري في مركز جناح ‏. شارك مع منتخب الإكوادور لكرة القدم. أما مع النوادي، فقد لعب مع برشلونة جواياكويل وسانتوس لاغونا وليغا دي كيتو ونادي أطلس ونادي باتشوكا ونادي ديبورتيفو إل ناسيونال ونادي نيكاكسا ودورادوس سينالوا وDeportivo Azogues ‏ ونادي أولميدو.

## وصلات خارجية
- كريستيان سواريز على موقع قاعدة بيانات كرة القدم.إي يو (الإنجليزية)
- كريستيان سواريز على موقع ناشيونال فوتبول تيمز (الإنجليزية)
- كريستيان سواريز على موقع Soccerway.com (الإنجليزية)
- كريستيان سواريز على موقع AS.com (الإسبانية)